# 方格星蟲
方格星虫（學名：Sipunculus nudus），又称为光裸星虫，俗称「沙虫」，屬於星蟲動物門的生物，形状很像肠子，所以又稱海腸子、沙腸蟲。

## 形態描述
呈长筒形，成蟲体长约15厘米，最長可達25厘米。
浑身光裸无毛，体壁纵肌成束，每环肌交错排列，形成方块格子状花纹。

## 分佈及棲息地
方格星虫見於溫帶及熱帶水域的潮間帶，生活於沙灘到900米深的海床。在中国主要分布於福建、广东、广西、海南，在台湾廣泛分佈於本島和金門等外島，多發現於沿海的泥灘中。平常生活於在沙中挖掘的洞穴裡躲藏，但晚間有時會從洞穴伸出觸手出來覓食。其食性包括動植物的碎片，以至於其周邊的沙。

## 分類問題
新近研究透過支序分類分析，認為方格星蟲可能不是一個物種，而是五個有直系同源關係的物種。

## 食用
本物種日常除了供人類食用以外，也是常用的釣魚利誘，以及多個科學實驗領域的實驗對象。
方格星蟲雖然没有海参、魚翅、鮑鱼的名貴，但味道鲜美脆嫩，為海参、魚翅所不及。生長在沿海滩塗，因为對生長環境的品值十分敏感，一旦污染則不能存活，有“環境標誌生物”之稱。
供食用的星蟲一般會先行除去其內臟。在越南，星蟲的肉有時會用來伴越南河粉來吃。方格星蟲是越南皇室的美食。一般來說，在越南的星蟲都來自广宁省和芽庄市沿海，及昆仑群岛。有時會乾製出售。

## 寄生蟲
微細雙殼綱物種Fronsella sipunculicola會寄居其上。

## 外部連結
- Introduction to Sipuncula （页面存档备份，存于）
- tolweb.org: Sipuncula （页面存档备份，存于）